# Haemaphysalis indoflava
Haemaphysalis indoflava är en fästingart som beskrevs av R.S. Dhanda och Darbhe Jayarama Bhat 1968. Haemaphysalis indoflava ingår i släktet Haemaphysalis och familjen hårda fästingar. Inga underarter finns listade i Catalogue of Life.